# 黄岗臭蛙
黄岗臭蛙（学名：Odorrana huanggangensis），一种分布于中国南方地区的两栖动物，隶属于蛙科臭蛙属。模式产地为福建省武夷山自然保护区，种加词取自位于福建与江西武夷山交界的最高峰黄岗山。

## 形态特征
黄岗臭蛙雄蛙体长40.6～44.6毫米，雌蛙体长82.4～91.1毫米。身体背部皮肤光滑，呈黄绿色，密布规则椭圆形和卵圆形褐色斑，四肢背面具有褐色横纹；身体腹面光滑，白色无斑。